# Vine Grove
Vine Grove – miasto w Stanach Zjednoczonych, w stanie Kentucky, w hrabstwie Hardin.